# Sundsvalls Golfklubb
Sundsvalls Golfklubb är en golfklubb belägen i Skottsund i Sverige, 12 kilometer söder om Sundsvall.

## Bana

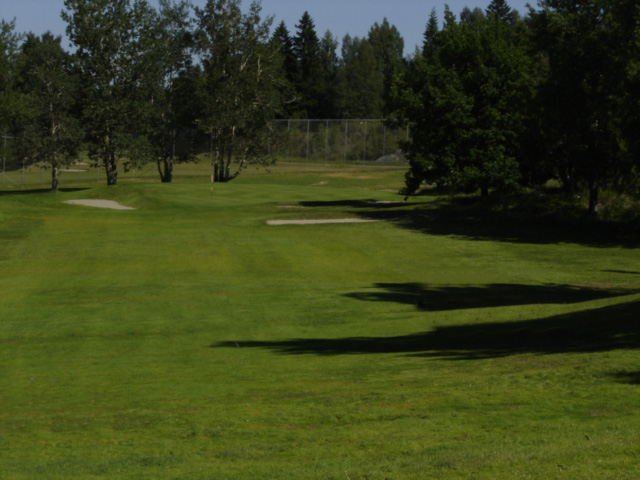
Hål 16, par 4 från 150 meter.

Banan är en relativt kuperad parkbana med två vattenhinder och två sidovattenhinder. Banan består både av öppna och blinda hål där fairway omges av lätt ruff. Fairway består av ett flertal fairwaybunkrar. På grund av banans snabba greener som vaktas av flera bunkrar, krävs bra precision vid inspelen.
Utslaget på hål 1 och greenen på hål 18 ligger vid klubbhuset.

## Klubbhus

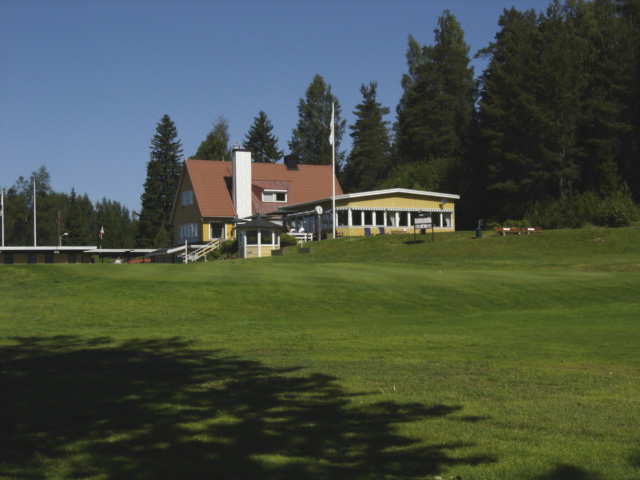
Klubbhuset med greenen på hål 18 i förgrunden.

Klubbhuset består av tre våningar. Omklädningsrummen ligger i markplanet och restaurangen ligger en trappa upp. I anslutning till klubbhuset ligger shopen.

## Range
Framför klubbhuset ligger puttningsgreenen och nedanför den finns en chippningsgreen. Bredvid dessa ligger driving rangen med cirka 15 utslagsplatser.